# Antoniewice
Antoniewice [antɔɲɛˈvit͡sɛ] là một ngôi làng ở quận hành chính của Gmina Trzcińsko-Zdrój, trong Gryfino County, Zachodniopomorskie, ở tây bắc Ba Lan. Nó nằm khoảng 4 kilômét (2 mi) về phía tây nam của Trzcińsko-Zdrój, 36 km (22 mi) phía nam Gryfino và 53 km (33 mi) phía nam thủ đô khu vực Szczecin.
Trước năm 1945, khu vực này là một phần của Đức. Đối với lịch sử của khu vực, xem Lịch sử của Pomerania.